# Samuel Takyi
Samuel Takyi (* 23. Dezember 2000 in Accra) ist ein ghanaischer Boxer im Federgewicht.

## Boxkarriere
Samuel Takyi trainiert in der Discipline Boxing Academy in Accra, seine Trainer sind Suleman Korley und Ofori Asare.
Er nahm im Februar 2020 an der afrikanischen Olympiaqualifikation in Dakar teil, wo er Yamikani Mtambo und Mohamed Hamout besiegte, dann gegen Everisto Mulenga verlor, sich jedoch mit einem Sieg gegen Isaac Masembe noch einen Startplatz bei den 2021 in Tokio ausgetragenen Olympischen Spielen erkämpfte.
Bei den Olympischen Spielen selbst besiegte er Jean Caicedo und Ceiber Ávila, wodurch er ins Halbfinale einzog und sich damit bereits einen Medaillenplatz sicherte. Beim Kampf um den Finaleinzug schied er gegen Duke Ragan mit einer Bronzemedaille aus. Durch das Erreichen der Medaillenränge wurde er der erste Olympiamedaillengewinner Ghanas seit der Bronzemedaille im Fußball 1992, sowie der vierte ghanaische Boxer mit einer Olympiamedaille nach Clement Quartey (Silber 1960), Eddie Blay (Bronze 1964) und Prince Amartey (Bronze 1972). Während der Schlussfeier war er der Fahnenträger seiner Nation.
2024 gewann er die Afrikaspiele in Accra.